# 44e régiment d'infanterie territoriale
Le 44e régiment d'infanterie territorial (RIT) est un régiment d'infanterie de l'armée de terre française qui a participé à la Première Guerre mondiale.

## Création et différentes dénominations
Le 44e régiment d'infanterie territoriale reçoit son numéro par décret du 19 mars 1875, en prévision de la mobilisation. Il est destiné à être mis sur pied en 6e région militaire, à Verdun. Il est créé dans cette ville dès la mobilisation de 1914 et est formé de trois bataillons.

## Historique des garnisons, combats et batailles du44eRIT

### Première Guerre mondiale
Mobilisé en 6e Région Militaire, il est en garnison à Verdun, rattaché à la place forte de Verdun

#### 1914
- Dès le début de la guerre, le 44e RIT reste dans le secteur de Verdun. Il est chargé, dans ce secteur calme, de  travaux de terrassements, de fortifications et de la garde des forts. Il se trouve tour à tour à Bras sur Meuse, Douaumont, Fleury, Foameix, Fromezey, Gincrey, Maucourt, Mogeville, Morgemoulin…

#### 1915
- Durant cette année il reste sur le secteur de Verdun. Ce secteur sur la ligne de front est calme, et le régiment effectue des travaux similaires, aux mêmes lieux que l'année précédente.

#### 1916
- Le 21 février, le régiment est surpris à Fromezey par une attaque allemande de grande ampleur. L'enfer de Verdun a commencé. Le 44e RIT se replie par les villages de Broville et Harraigne sur la commune de Dieppe sous Douaumont et :
- le 24 février : fort de Tavannes ;
- du 25 février au 3 mars : le 44e RIT est signalé au fort de Vaux, à l'ouvrage de la Laufée, à l'abri de Damloup et au tunnel de Tavannes ;
- de mars à juillet, le régiment est chargé de l'entretien de la Voie Sacrée ;
- d'août à décembre, il est envoyé sur le front de l'Argonne, dans le secteur de Vienne le Chateau (Four de Paris), Boureuilles, Froméréville (bois de Sartelles) et Lachalade (la Fille Morte) ;
- en octobre, le régiment est renforcé par la 2e compagnie de mitrailleuses provenant du 64e RIT.

#### 1917
- De février à mars, le régiment est sur le front de l'Aisne : Courlandon, Mont Notre Dame, Pommiers, Vailly sur Aisne ;
- en avril, il est sur le secteur de Soissons : Chassemy, Dhuizel, Vailly sur Aisne ;
- en juin, une partie du 44e RIT intègre le 297e RI ;
- en fin d'année il est sur le secteur Roye - Ham.

#### 1918
- En mars 1918, le 44e régiment d'infanterie territorial est dissous et les hommes dispersés parmi les 12e, 72e, 86e et 130e régiments d'infanterie territoriaux.

## Drapeau
Il porte, cousues en lettres d'or dans ses plis, les inscriptions suivantes :
- Verdun 1916.

## Personnalités ayant servi au44eR.I.T.

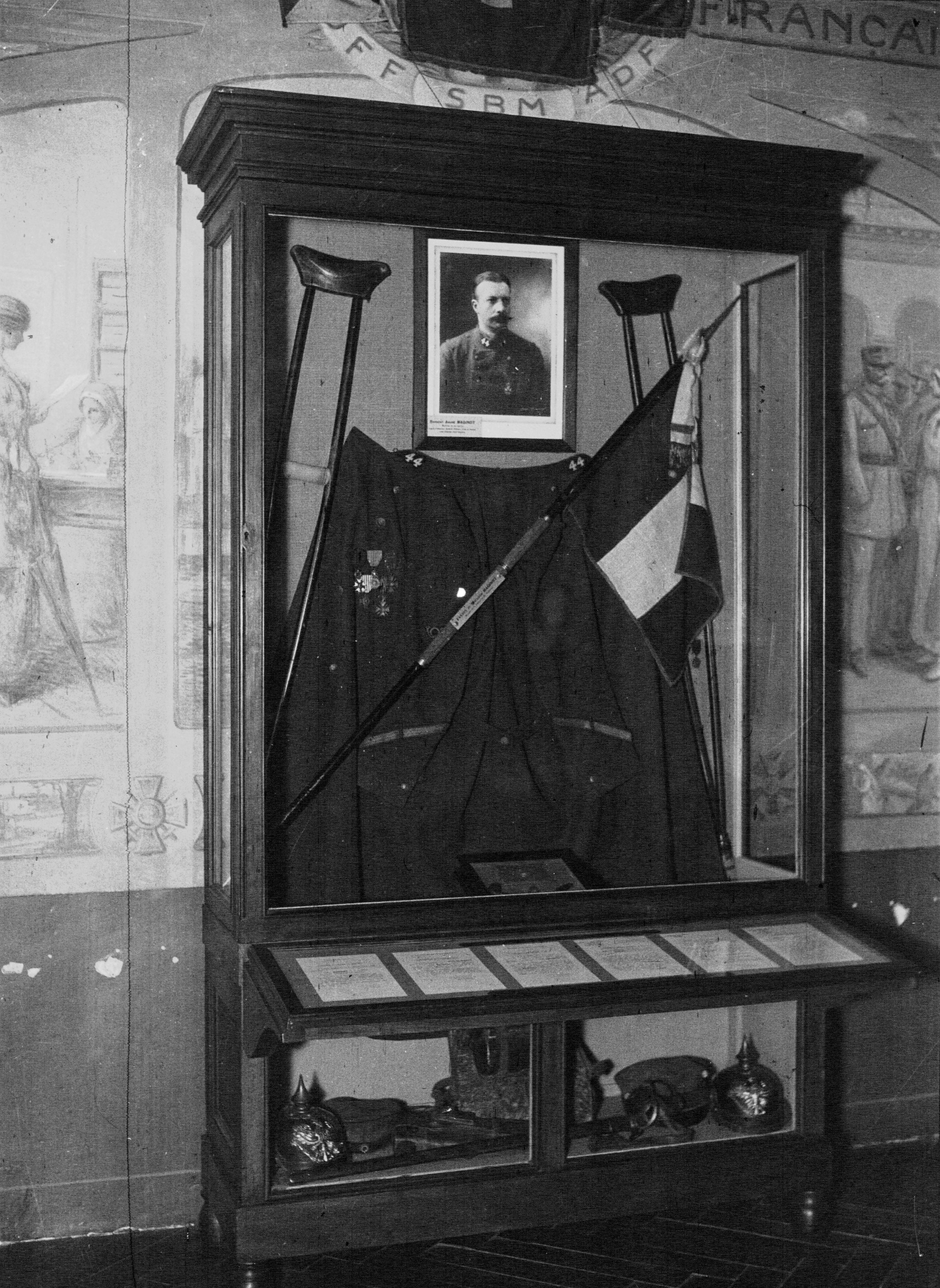
L'uniforme d'André Maginot au, exposé au musée de l'Armée en 1932.

- Léon Abrami
- Frédéric Chevillon
- Louis Madelin
- André Maginot

## Sources et bibliographie
- Historiques du 44e régiment territorial d'infanterie du 1er bataillon de marche du 44e  R.I.T. et du bataillon de G.V.C.R. du 44e R.I.T. : guerre de 1914-1918, Laval, Barnloud, 64 p., lire en ligne sur Gallica.